# Wereldkampioenschappen zwemmen 2015 – 4×100 meter vrije slag vrouwen
De 4×100 meter vrije slag voor vrouwen op de wereldkampioenschappen zwemmen 2015 in Kazan vond plaats op 2 augustus 2015. Na afloop van de series kwalificeren de acht snelste ploegen zich voor de finale.

## Records
Voorafgaand aan het toernooi waren dit het wereldrecord en het kampioenschapsrecord
| Wereldrecord         | Australië Bronte Campbell Melanie Schlanger Emma McKeon Cate Campbell      | 3.30,98 | Glasgow | 24 juli 2014 |
| Kampioenschapsrecord | Nederland Inge Dekker Ranomi Kromowidjojo Femke Heemskerk Marleen Veldhuis | 3.31,72 | Rome    | 26 juli 2009 |

## Uitslagen

### Series
| Rang | Serie | Baan | Namen            | Land                                                                             | Tijd    | Bijz. |
| ---- | ----- | ---- | ---------------- | -------------------------------------------------------------------------------- | ------- | ----- |
| 1    | 2     | 9    | Verenigde Staten | Shannon Vreeland Abbey Weitzeil Margo Geer Lia Neal                              | 3:35.52 | Q     |
| 2    | 2     | 8    | Australië        | Emily Seebohm Madison Wilson Melanie Wright Bronte Barratt                       | 3:35.86 | Q     |
| 3    | 1     | 7    | Nederland        | Maud van der Meer Marrit Steenbergen Femke Heemskerk Ranomi Kromowidjojo         | 3:35.91 | Q     |
| 4    | 1     | 3    | Zweden           | Michelle Coleman Louise Hansson Magdalena Kuras Sarah Sjöström                   | 3:36.24 | Q     |
| 5    | 1     | 9    | Canada           | Sandrine Mainville Michelle Williams Victoria Poon Chantal van Landeghem         | 3:37.64 | Q     |
| 5    | 2     | 1    | China            | Zhu Menghui Tang Yuting Fang Yi Shen Duo                                         | 3:37.64 | Q     |
| 7    | 1     | 6    | Italië           | Erika Ferraioli Silvia Di Pietro Federica Pellegrini Laura Letrari               | 3:37.88 | Q     |
| 8    | 2     | 5    | Frankrijk        | Charlotte Bonnet Beryl Gastaldello Cloé Hache Anna Santamans                     | 3:38.35 | Q     |
| 9    | 2     | 3    | Japan            | Miki Uchida Rikako Ikee Misaki Yamaguchi Yayoi Matsumoto                         | 3:38.47 |       |
| 10   | 2     | 2    | Rusland          | Veronika Popova Natalja Lovtsova Viktoria Andrejeva Maria Kameneva               | 3:38.63 |       |
| 11   | 1     | 4    | Brazilië         | Larissa Oliveira Graciele Herrmann Etiene Medeiros Daynara de Paula              | 3:40.24 |       |
| 12   | 2     | 4    | Polen            | Katarzyna Wilk Alicja Tchórz Aleksandra Urbańczyk Anna Dowgiert                  | 3:40.89 |       |
| 13   | 1     | 1    | Duitsland        | Annika Bruhn Dorothea Brandt Alexandra Wenk Marlene Huther                       | 3:41.56 |       |
| 14   | 1     | 5    | Hongkong         | Camille Cheng Stephanie Au Sze Hang Yu Siobhan Haughey                           | 3:42.11 |       |
| 15   | 1     | 0    | Zwitserland      | Maria Ugolkova Sasha Touretski Danielle Villars Noémi Girardet                   | 3:43.70 |       |
| 16   | 2     | 6    | Oostenrijk       | Birgit Koschischek Lisa Zaiser Lena Kreundl Jördis Steinegger                    | 3:44.06 |       |
| 17   | 1     | 2    | Colombia         | Isabella Arcila Carolina Colorado Henao Maria Alvarez Pugliese Jessica Camposano | 3:46.15 |       |
| 18   | 1     | 8    | Singapore        | Amanda Lim Quah Ting Wen Marina Chan Rachel Tseng                                | 3:51.10 |       |
| 19   | 2     | 0    | Turkije          | Gizem Bozkurt Ekaterina Avramova Merve Eroglu Halime Zülal Zeren                 | 3:53.22 |       |
| 20   | 2     | 7    | Finland          | Hanna-Maria Seppälä Mimosa Jallow Roosa Mört Fanny Teijonsalo                    | DSQ     |       |

### Finale
| Rang   | Baan | Namen                                                                      | Land             | Tijd    | Bijz. |
| ------ | ---- | -------------------------------------------------------------------------- | ---------------- | ------- | ----- |
| Goud   | 4    | Emily Seebohm Emma McKeon Bronte Campbell Cate Campbell                    | Australië        | 3.31,48 | CR    |
| Zilver | 3    | Ranomi Kromowidjojo Maud van der Meer Marrit Steenbergen Femke Heemskerk   | Nederland        | 3.33,67 |       |
| Brons  | 5    | Missy Franklin Margo Geer Lia Neal Simone Manuel                           | Verenigde Staten | 3.34,61 |       |
| 4      | 6    | Michelle Coleman Louise Hansson Sarah Sjöström Magdalena Kuras             | Zweden           | 3.35,71 |       |
| 5      | 2    | Sandrine Mainville Michelle Williams Chantal van Landeghem Katerine Savard | Canada           | 3.36,44 |       |
| 6      | 1    | Erika Ferraioli Silvia di Pietro Laura Letrari Federica Pellegrini         | Italië           | 3.37,16 |       |
| 7      | 7    | Zhu Menghui Tang Yuting Fang Yi Shen Duo                                   | China            | 3.37,64 |       |
| 8      | 8    | Charlotte Bonnet Beryl Gastaldello Cloé Hache Anna Santamans               | Frankrijk        | 3.38,46 |       |